# Orgy: The XXX Championship
 Pour plus de détails, voir Fiche technique et Distribution
Orgy: The XXX Championship est un film pornographique français réalisé par Hervé Bodilis, Paul Thomas et Christophe Clark sorti en 2011.

## Fiche technique
- Titre original français : Orgy: The XXX Championship
- Réalisation : Hervé Bodilis, Paul Thomas et Christophe Clark
- Société(s) de production : Marc Dorcel
- Pays d’origine :  France
- Langue originale : français
- Format : couleur
- Genre : Film pornographique
- Durée : 107 minutes
- Dates de sortie : septembre 2011

## Distribution
Le film regroupe trois scènes d'orgie réalisées par des réalisateurs différents :

### Hervé Bodilis
- Black Angelika
- Claire Castel
- Lou Charmelle
- Coco Charnelle
- Michael Cheritto
- Fred Coppula
- Aleska Diamond
- Leny Ewil
- Papou Groziani
- Martin Gun
- Anaïs Hills
- Enzo Jaguar
- JPX
- Anksa Kara
- Michaela Fichtnerova (créditée comme Michelle)
- Nikita
- Rico Simmons
- Sabrina Sweet
- Tea
- Math

### Paul Thomas
- Asa Akira
- Raven Alexis
- Aiden Ashley
- Xander Corvus
- Liza Del Sierra
- Diana Doll
- Jaelyn Fox
- Sophia Lomeli
- Jeanie Marie
- Austin Matthews
- Marie McCray
- Sean Michaels
- Yuki Mori
- Ramon Nomar
- Anthony Rosano
- Alan Stafford
- Kaci Starr
- Evan Stone
- Charlie Theron

### Christophe Clark
- Katalin Abelia
- Antonya
- Angelo Arzan
- Crystalis
- Alain Deloin
- Cindy Dollar
- Eufrat
- Cathy Heaven
- Kristine
- JJ Mike
- Sophie Moone
- Mugur
- Nesty
- Aletta Ocean
- David Perry
- Rihanna Samuel
- Nicole Sweet
- Bruno SX
- Debbie White
- Tarra White
- Zafira

## Distinctions

### Nominations
- 2012 : AVN Awards : «Best Group Sex Scene» & «Best Orgy/Gangbang Release»[1].